# Carolus (biskop i Västerås)
Karl (latin: Carolus), död 1283 var en svensk biskop av Västerås stift från 1258 till sin död 1283.[1]

## Biografi
Karl blev biskop av Västerås stift år 1258. Då han hade en god relation med Birger Jarl så kunde han år 1261 underteckna ett handelspolitiskt privilegiebrev för Hamburg vilket tillät tyska köpman att bosätta sig i vissa svenska städer, en av dessa städer var Västerås. Under denna tid mottog Karl även en befallning från påven Urban IV om att han skulle meddela ärkebiskopen Laurentius och domkapitlet i Uppsala stift om att de hade påvens tillåtelse att flytta ärkebiskopssätet från Gamla Uppsala. Karl började förbereda sig angående vart och hur ärkebiskopssätet skulle flyttas och var samtidigt upptagen med uppbyggnaden av Västerås domkyrka. Domkyrkans uppbyggande hade börjat runt år 1251, alltså under Karls företrädare biskop Magnus tid. Under Karls tid som biskop så förlängdes domkyrkan mot öster och det gamla altaret från 1100-talets gråstenskyrka försvann. Domkyrkan invigdes under 1270-talet. Biskop Karl försåg den nyinvigda domkyrkan med ett två meter långt tegelaltare med inbyggd relikdosa och en bordskiva i rödgrå kalksten. Altaret bars upp av sex kraftiga kolonnetter där tre av dessa finns bevarade i Västerås länsmuseum. Altaret hade inskriptionen "Hunc lapidem dedit ecclesie venerabilis episcopus Karolus" vilket betyder "Den vörnadsvärde biskop Karl skänkte denna sten till kyrkan" Detta altare är idag i princip förstört.[2]
Det råder delade meningar om när domkyrkan invigdes. Det traditionella datumet är 16 augusti 1271, men då kung Magnus Ladulås den 7 juni 1277, alltså sex år senare, tillkännagav att fru Margareta Ragvaldsdotter inför domkyrkans invigningsdag skänkt sin gård Lundby med alla dess tillägor och godset Önsten och Fullerö skog till domkyrkan, kan det misstänkas att invigningsdatumet var senare än 1271.[3] Diskussionerna om ärkestiftets förflyttning färdigställdes tids nog och påvens befallning bekräftades efter kung Valdemar Birgerssons medgivande att ärkebiskopssätet och domkyrkan skulle flyttas den från Gamla Uppsala till Uppsala den 7 september 1271. I augusti 1274 fick biskop Karl återigen ett uppdrag från påven, denna gång påve Gregorius X, nämligen att med två andra biskopar viga ärkebiskopen Folke Johansson (Ängel) i hans ämbete. Vigningen skedde i Västerås domkyrka där Folkes värdighetstecken blev givna honom av Karl, å påvens vägnar. Folkes systerson, Israel Erlandsson (framtida biskop i Västerås) närvarade troligen vid denna vigning.[4]
Biskop Karl avled 1283.